# Urania Mella

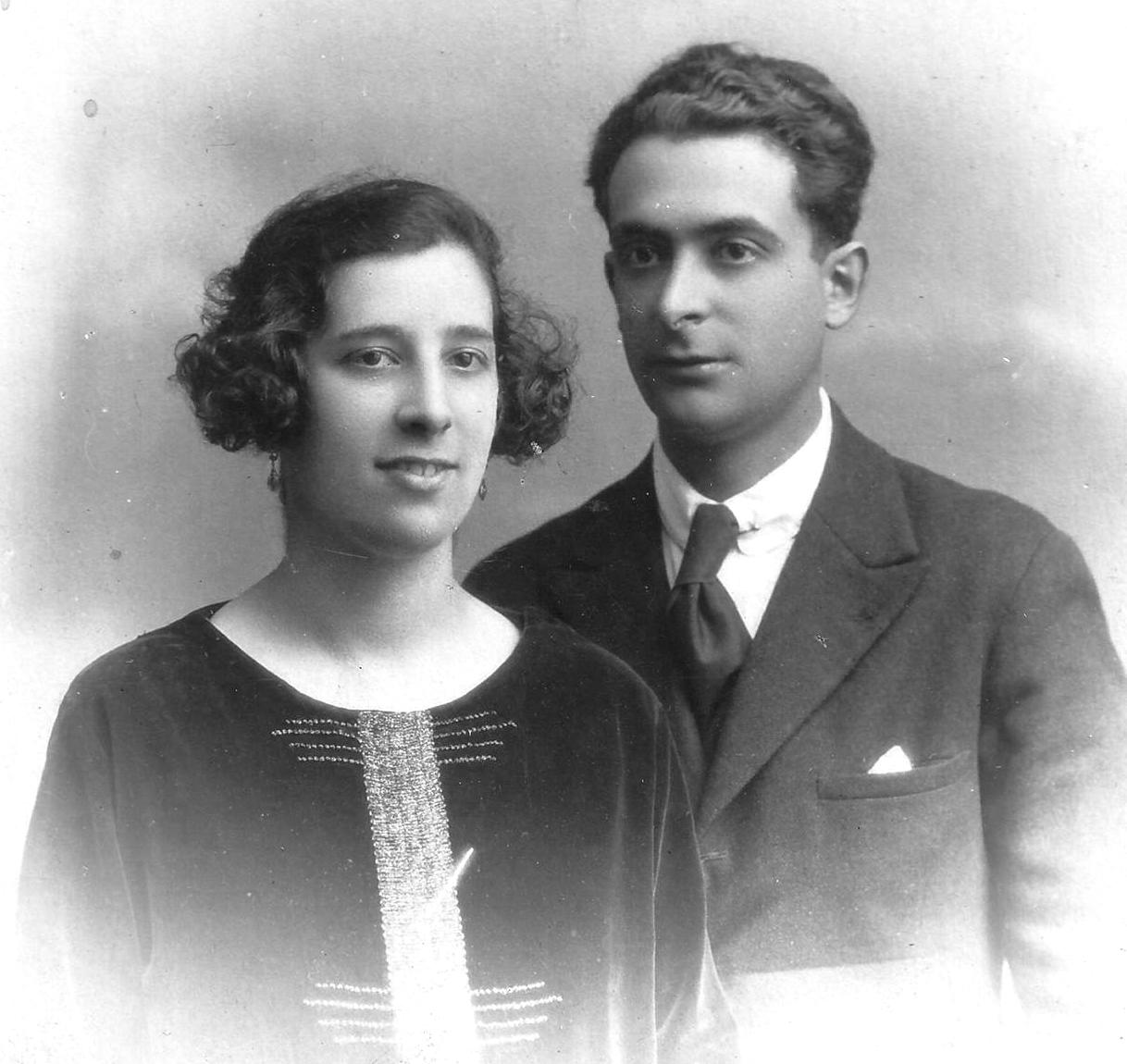
Urania Mella (1899-1945) & Humberto Solleiro (1896-1936).

Urania Mella Serrano, nascida em Vigo em 15 de novembro de 1899 e morreu em Lugo, no 26 de maio de 1945, foi uma política galega e precursora do associativismo feminino.
Filha do pensador anarquista Ricardo Mella e mais de Esperanza Serrano, por sua vez, filha de João Serrano Oteiza, conhecido anarquista madrilenho e fundador da Revista Social, foi presidente da secção viguesa da  União de Mulheres Antifascistas, bem como membro do Socorro Vermelho Internacional. Também irmã de Ricardo Mella Serrano.

## Trajetória
Mulher muito culta e comprometida socialmente, foi mestre de piano e estudou Escola Municipal de Artes e Oficios de Vigo. Desde muito jovem dedicou sua vida a defesa da mulher, começando a ensinar a ler as mulheres do bairro de Lavadores, para continuar depois a partir da UMA.
Após o golpe de Estado de 1936 tentou defender o bairro, junto com seu marido Humberto Solleiro Rivera, para depois fugir para Redondela, onde foram detidos. Foi condenada à morte em conselho de guerra, mas logo lhe comutada a pena pela de trinta anos, não assim a de seu marido, que foi fuzilado. Já viúva, deixando em Vigo quatro filhos, foi encadeada na penitenciária de Santurrarán, Guipúzcoa, onde passou mais de 9 anos. Ao ficar livre saiu com seu filho Raúl a viver em Lugo, no lar de María Gómez, onde ficou até sua morte.

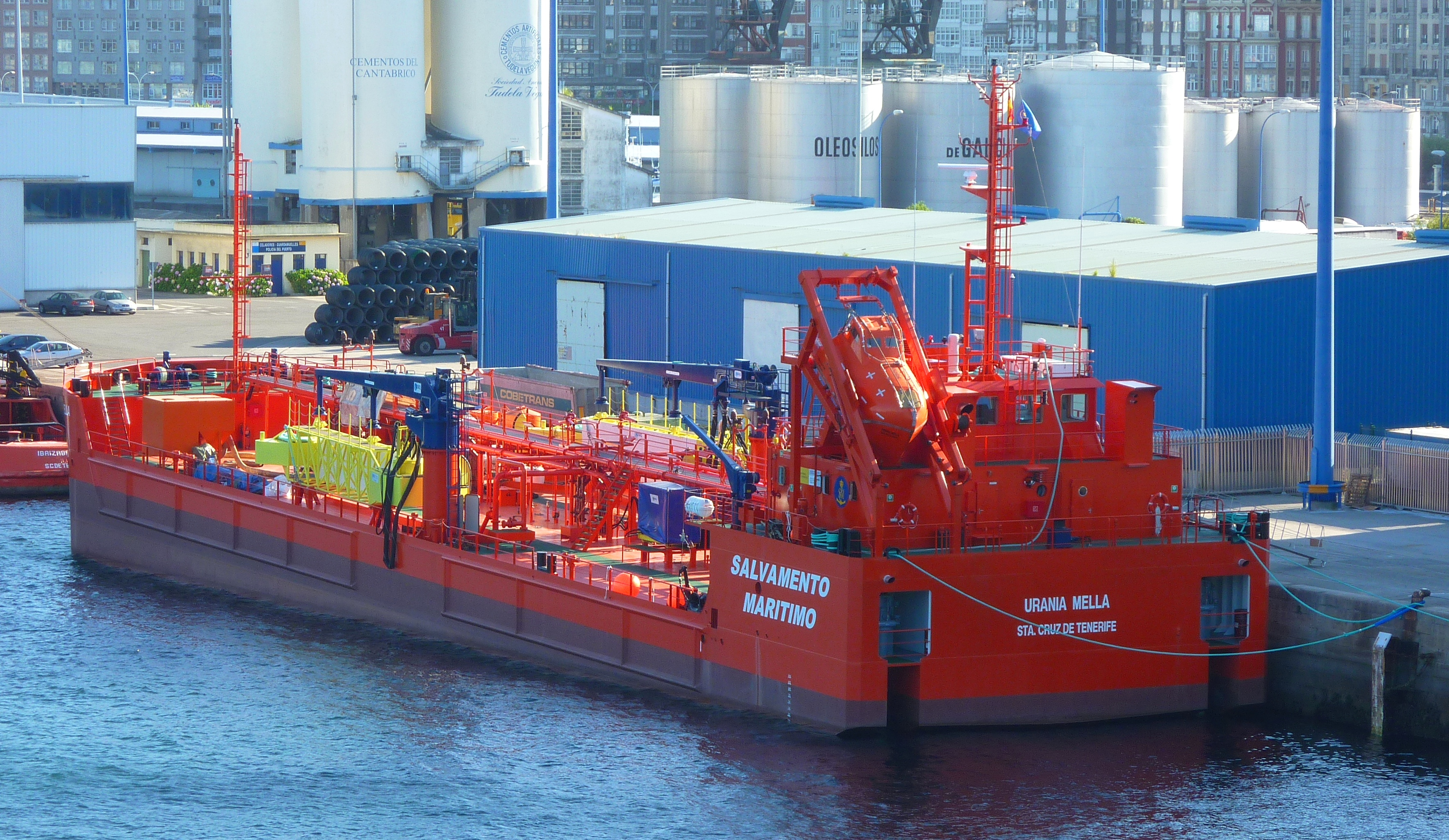
Navio de luta contra a poluição da Sociedade Estatal de Salvamento e Segurança Marítima "Urania Mella".

O concelho de Vigo decidiu no pleno de 31 de março de 2008 dedicar uma rua da cidade. O Ministério de Fomento da Espanha deu o seu nome ao navio anticontaminación que foi jogado no outubro de 2008. Este último ato não foi alheio à polêmica, ao não ser convidados os familiares da política..

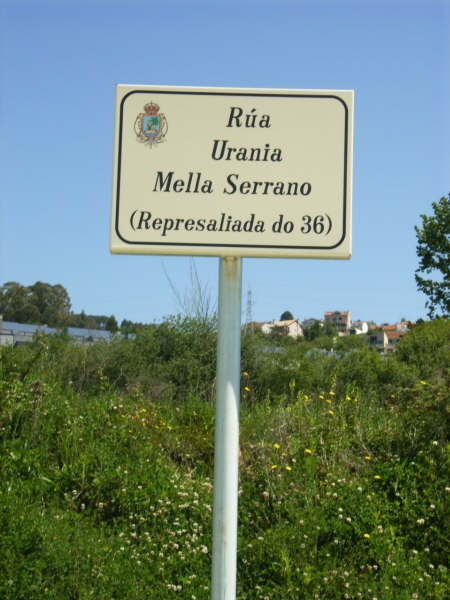
Placa na rúa de Vigo.

Sobre a vida das mulheres encarceradas na cadeia de Santurrarán foi apresentado no Festival Internacional de Cinema de San Sebastián de 2010, o documentário de Txaber Larreategi e Josu Martínez Proibido lembrar que protagonizam as filhas da política portuguesa Alice e Conchita.
Em 15 de Dezembro de 2010 em cumprimento à lei 52/2007 de 26 de Dezembro, mediante a qual a Democracia espanhola honra quem sofre injusta perseguição durante o golpe de Estado de 1936 e a ditadura posterior, o ministro Francisco Caamaño Domínguez expediu a Declaração de reparação e reconhecimento pessoal a seu favor, por força do ordenado no parágrafo 1, artigo 4 da citada lei.